# 樊尚·热拉尔
樊尚·热拉尔（法語：Vincent Gérard，1986年12月16日—），法国男子手球运动员。他曾代表法国参加2016年和2020年夏季奥林匹克运动会手球比赛，共获得一枚金牌和一枚银牌。